# Carretera Federal 35
La Carretera Federal 35, es una carretera Mexicana que recorre los estados de Michoacán y Jalisco, inicia en Zamora Michoacán, donde entronca con la  Carretera Federal 110 y termina en Santa Rosa Jalisco, donde entronca con la Carretera Federal 23, tiene una longitud total de 136 km, en su parte intermedia que es en la ciudad de  La Barca es el kilómetro 80 y continúa por 56 kilómetros más para terminar enZamora Michoacán
Las carreteras federales de México se designan con números impares para rutas norte-sur y con números pares para las rutas este-oeste. Las designaciones numéricas ascienden hacia el sur de México para las rutas norte-sur y ascienden hacia el Este para las rutas este-oeste. Por lo tanto, la carretera federal 35, debido a su trayectoria de norte-sur, tiene la designación de número impar, y por estar ubicada en el Centro de México le corresponde la designación N° 35.

## Trayectoria

### Jalisco
- Santa Rosa – Carretera Federal 23
- Atequiza
- Atotonilquillo
- Poncitlán
- Ocotlán
- La Barca – Carretera Federal 110– Carretera internacional Federal 15 D-Carretera Federal 71